# Witamina K

Struktura chemiczna witamin K_{1}, K_{2} i K_{3}

Witamina K – grupa organicznych związków chemicznych, będących pochodnymi 2-metylo-1,4-naftochinonu, pełniących w organizmie funkcję niezbędnego składnika pokarmowego. Poprzez uczestnictwo w syntezie protrombiny w wątrobie, warunkuje ona prawidłowy przebieg procesów krzepnięcia krwi. Uczestniczy także w metabolizmie układu kostnego. Do witamin K zaliczane są dwa naturalne związki rozpuszczalne w tłuszczach:
- witamina K1 (filochinon) – w pozycji trzeciej posiada resztę fitylową;
- witamina K2 (menachinon) – wytwarzana przez bakterie jelitowe[2][3][4][5]; w pozycji trzeciej posiada resztę difarnezylową lub inne grupy izoprenowe.

Otrzymuje się również szereg pochodnych syntetycznych (rozpuszczalne łatwiej w tłuszczach lub rozpuszczalne w wodzie), np. witamina K3 (menadion)
Zapotrzebowanie dobowe na witaminę K wynosi około 60-80 μg. W organizmie podlega ona procesowi regeneracji w wątrobie w cyklu witaminy K. Może być również produkowana przez bakterie znajdujące się w jelicie grubym.
Za jej odkrycie i wyjaśnienie chemicznej natury dwaj biochemicy – Edward Adelbert Doisy i Henrik Dam otrzymali w 1943 roku Nagrodę Nobla w dziedzinie fizjologii lub medycyny.

## Występowanie
Witaminy K występują w wielu produktach spożywczych, takich jak brokuły, selery zwyczajne, rzepa, szpinak, ogórek, mniszek lekarski, sałata, kapusta właściwa, lucerna, morszczyn, ziemniak, awokado, a także w jajkach, jogurcie, serze, wątrobie, oleju sojowym i szafranowym.

## Skutki niedoboru
Zaburzenia krzepnięcia krwi (wydłużony czas gojenia się ran), krwawienia, osteoporoza, zaburzenia pracy jelit, zwiększone ryzyko rozwoju nowotworów.
Niedobór witamin K jest także przyczyną choroby krwotocznej noworodków (ang. vitamin K deficiency bleeding, VKDB), której zapobiega się podawaniem witaminy K. Dane kliniczne wskazują, że jednorazowy zastrzyk domięśniowy bezpośrednio po urodzeniu jest znacznie skuteczniejszy niż wielodniowe podawanie doustne. W Polsce taki sposób postępowania wprowadzono w 2016 roku.